# Golpe de Estado no Uruguai em 1973
O golpe de estado de 27 de junho de 1973 foi realizado no Uruguai e marcou o início da ditadura civil-militar uruguaia que decorreu desse ano até 1985.

## Antecedentes
Em 9 de setembro de 1970, o Presidente Jorge Pacheco Areco encarregou as Forças Armadas de liderar a luta contra a guerrilha Movimento de Libertação Nacional-Tupamaros. Em 16 de dezembro, foi criado o Conselho de Comandantes-em-Chefe e o Estado-Maior Conjunto (Esmaco) das Forças Armadas. Após as eleições presidenciais de novembro de 1971, um novo governo tomou posse em 1º de março de 1972, presidido por Juan María Bordaberry.
Em abril 1972, o Parlamento uruguaio votou por mais de dois terços de seus membros que o país estava em "estado de guerra". Enquanto isso, o papel das Forças Armadas na vida política continuou a aumentar. Em 25 de outubro de 1972, Jorge Batlle denunciou na televisão que havia conversas e supostos entendimentos entre militares e membros do Movimento de Libertação Nacional-Tupamaros no quartel do Batalhão da Flórida, com o aval dos generais Gregorio Álvarez e Esteban Cristi em um momento em que eles estavam tecnicamente em "guerra". Batlle foi processado pela justiça militar pelo crime de "ataque à força moral do Exército" e passou dois meses na prisão. Em 31 de outubro de 1972, o ministro da Defesa, Augusto Legnani, teve que renunciar por não ter conseguido destituir um chefe encarregado de uma missão de grande importância para o ministério. Posteriormente, os comandantes militares fizeram publicações processando o Presidente da República.
Em 8 de fevereiro de 1973, para controlar a efervescência militar, o presidente Bordaberry substituiu o ministro da Defesa Nacional, Armando Malet, pelo general reformado Antonio Francese. Na manhã daquele dia, o novo ministro se reuniu com os comandantes das três forças e só encontrou apoio na Marinha.
Às 20h, do canal de televisão estatal, os chefes do Exército e da Força Aérea anunciaram que iriam ignorar as ordens do ministro francês e exigiram que o presidente assumisse. Às 22h30, do Canal 4 (privado), Bordaberry anunciou que manteria Francese no Ministério e convocou os cidadãos para se reunirem na  Plaza Independencia , em frente à Casa do Governo.
Nas primeiras horas da manhã de 9 de fevereiro, fuzileiros da Marinha barricaram a entrada da Ciudad Vieja de Montevidéu. Em resposta, o Exército levou seus tanques para as ruas e ocupou várias emissoras de rádio, das quais exortou os membros da Marinha a aderirem às suas propostas.
Foi emitido o Comunicado nº 4, assinado apenas pelos comandantes do Exército e da Aeronáutica, no qual se propunham alcançar ou promover a consecução de objetivos socioeconômicos, como o incentivo às exportações, a reorganização do serviço externo, a eliminação da opressora endividamento, erradicar o desemprego, combater crimes econômicos e corrupção, organizar a administração pública e o sistema tributário, redistribuir terras, entre outros.
No sábado, 10 de fevereiro, três ministros tentaram chegar a uma reaproximação com os cargos dos comandantes militares insurgentes, para que o presidente pudesse manter seu cargo. À noite, os comandantes do Exército e da Aeronáutica emitiram um novo comunicado, o nº 7, que de certa forma relativizou o comunicado anterior. Vários oficiais da Marinha desconheciam o comando do Vice-Almirante Juan José Zorrilla e apoiavam as declarações do Exército e da Força Aérea. No dia seguinte, 11 de fevereiro, Zorrilla renunciou ao Comando da Marinha, e o Capitão Conrado Olazábal assumiu esta posição, com a qual esta força abandonou sua posição constitucionalista.
Na segunda-feira, 12 de fevereiro, Bordaberry foi à Base Aérea "Cap. Juan Manuel Boiso Lanza" e aceitou todas as exigências dos comandantes militares e concordou em permanecer na Presidência, no que ficou conhecido como  Pacto de Boiso Lanza. O referido "acordo" confiou às Forças Armadas ""a missão de dar segurança ao desenvolvimento nacional"" e estabeleceu as formas de participação dos militares na atividade político-administrativa. Como resultado desse acordo, nasceu o Conselho de Segurança Nacional (COSENA), órgão consultivo do Poder Executivo criado posteriormente pelo decreto nº 163/973, do 23 de fevereiro de 1973.
No dia seguinte ao "acordo" foram nomeados os novos Ministros do Interior (Néstor Bolentini) e da Defesa Nacional (Walter Ravenna). Com isso, completou-se o deslizamento para um governo cívico-militar, onde os civis governavam formalmente, mas de fato o centro do poder havia se deslocado para a órbita dos militares. Este episódio é considerado um golpe de estado factual.

## O golpe
Na quarta-feira 27 de junho de 1973, argumentando que ""a ação criminosa da conspiração contra a Pátria, aliada à complacência de grupos políticos sem sentido nacional, está inserida nas próprias instituições, a fim de apresentar-se secretamente como uma atividade formalmente legal", o então presidente Juan María Bordaberry dissolveu a Câmaras de Senadores e Representantes com o apoio das Forças Armadas, anunciou a criação de um Conselho de Estado com funções legislativas, constituintes e de controle administrativo, restringiu a liberdade de pensamento e empoderou as forças armadas e policiais para garantir a prestação ininterrupta de serviços públicos.
Em um discurso transmitido no rádio e na televisão no mesmo dia do golpe, Bordaberry afirmou:

Afirmo hoje, mais uma vez e em circunstâncias transcendentais para a vida do país, nossa profunda vocação democrática e nossa adesão sem hesitação ao sistema de organização política e social que rege a convivência dos uruguaios. E com eles vai a rejeição de qualquer ideologia de origem marxista que tente aproveitar a generosidade da nossa democracia, apresentar-se como uma doutrina salvadora e acabar como instrumento de opressão totalitária.

Este passo que tivemos que dar não conduz nem limitará as liberdades ou direitos da pessoa humana.

Por isso e por sua vigilância somos nós mesmos; para isso, também entregamos essas funções ao Conselho de Estado e além, acima de tudo isso, está o povo uruguaio que nunca deixou de subjugar suas liberdades— Juan María Bordaberry.
Em resposta ao golpe de Estado, na mesma manhã em que ocorreu o golpe, a secretaria da CNT (Convenção Nacional dos Trabalhadores) iniciou a greve geral mais longa da história do país, que durou 15 dias.

## Os decretos
O Decreto nº 464/973 de 27 de junho de 1973 é assinado por Bordaberry e seus ministros Néstor Bolentini e Walter Ravenna. Expressou o seguinte:
O Presidente da República decreta:
1° A Câmara dos Senadores e a Câmara dos Deputados são declaradas dissolvidas.
2° Criar um Conselho de Estado, composto pelos membros que serão oportunamente nomeados, com as seguintes atribuições:
A) Desempenhar de forma independente as funções específicas da Assembleia Geral;
B) Controlar a gestão do Poder Executivo no que diz respeito ao respeito dos direitos individuais da pessoa humana e com a submissão desse Poder às normas constitucionais e legais;
C) Elaborar um projeto de Reforma Constitucional que reafirme os princípios democráticos e representativos fundamentais a ser oportunamente plebiscitado pelo Órgão Eleitoral.
3° É vedada a divulgação pela imprensa oral, escrita ou televisiva de qualquer tipo de informação, comentário ou gravação, que, direta ou indiretamente, mencione ou faça referência ao disposto neste Decreto, atribuindo fins ditatoriais ao Poder Executivo. .
"4° Compete às Forças Armadas e à Polícia adoptar as medidas necessárias para assegurar a prestação ininterrupta dos serviços públicos essenciais."
Da mesma forma, pelo decreto nº 465/973 da mesma data, foram considerados incluídos no texto do artigo 1º do decreto 464/973 "todas as Juntas Departamentais do País" (art. 1º), criando 'em cada Departamento uma Junta de Vizinhança, que no âmbito pertinente e departamental, terá poderes semelhantes aos conferidos ao Conselho de Estado instituído pelo art. 2º do decreto de hoje (art. 2º).